# Mura mente
Mura mente este o arie protejată (arie specială de conservare — SAC, sit de importanță comunitară — SCI) din Ungaria întinsă pe o suprafață de 2.145,4 ha, integral pe uscat.

## Localizare
Centrul sitului Mura mente este situat la coordonatele 46°24′09″N 16°43′59″E / 46.4025°N 16.733056°E.

## Înființare
Situl Mura mente a fost declarat sit de importanță comunitară în mai 2004 pentru a proteja 30 de specii de animale. Situl a fost protejat și ca arie specială de conservare în februarie 2010.

## Biodiversitate
Situată în ecoregiunea panonică, aria protejată conține 10 habitate naturale: Liziere de ierburi înalte hidrofile de câmpie și de nivel montan până la alpin, Lacuri eutrofice naturale cu vegetație de tip Magnopotamion sau Hydrocharition, Mlaștini alcaline, Păduri mixte riverane de Quercus robur, Ulmus laevis și Ulmus minor, Fraxinus excelsior sau Fraxinus angustifolia, de-a lungul marilor râuri (Ulmenion minoris), Păduri aluvionare cu Alnus glutinosa și Fraxinus excelsior (Alno-Padion, Alnion incanae, Salicion albae), Ape stătătoare oligotrofe până la mezotrofe, cu vegetație de Littorelletea uniflorae și/sau de Isoëto-Nanojuncetea, Râuri cu maluri nămoloase cu vegetație de Chenopodion rubri p.p. și Bidention p.p., Fânețe de joasă altitudine (Alopecurus pratensis, Sanguisorba officinalis), Păduri ilirice de stejar și carpen (Erythronio-Carpinion), Pajiști aluvionare inundabile, de Cnidion dubii.
La baza desemnării sitului se află mai multe specii protejate:
- amfibieni (2): buhai de baltă cu burta roșie (Bombina bombina), triton cu creastă dobrogean (Triturus dobrogicus)
- mamifere (4): castor (Castor fiber), Leucorrhinia albifrons, vidră de râu (Lutra lutra), liliac cărămiziu (Myotis emarginatus)
- nevertebrate (9): croitorul mare al stejarului (Cerambyx cerdo), Coenagrion ornatum, Cucujus cinnaberinus, fluturele de noapte (Eriogaster catax), libelule (Leucorrhinia pectoralis), rădașcă (Lucanus cervus), fluturele purpuriu (Lycaena dispar), Ophiogomphus cecilia, Vertigo moulinsiana
- pești (14): avat (Aspius aspius), zvârluga (Cobitis taenia), romanogobio albipinnatus (Gobio albipinnatus), porcușor de nisip (Gobio kessleri), porcușorul de vad (Gobio uranoscopus), Gymnocephalus baloni, răspăr (Gymnocephalus schraetzer), țipar (Misgurnus fossilis), boarță (Rhodeus sericeus amarus), Rutilus pigus, dunăriță (Sabanejewia aurata), țigănuș (Umbra krameri), fusar (Zingel streber), pietrar (Zingel zingel)
- reptile (1): țestoasa de baltă (Emys orbicularis)

Pe lângă speciile protejate, pe teritoriul sitului au mai fost identificate 13 specii de plante, 2 specii de nevertebrate.